# Jorge Luis Montenegro

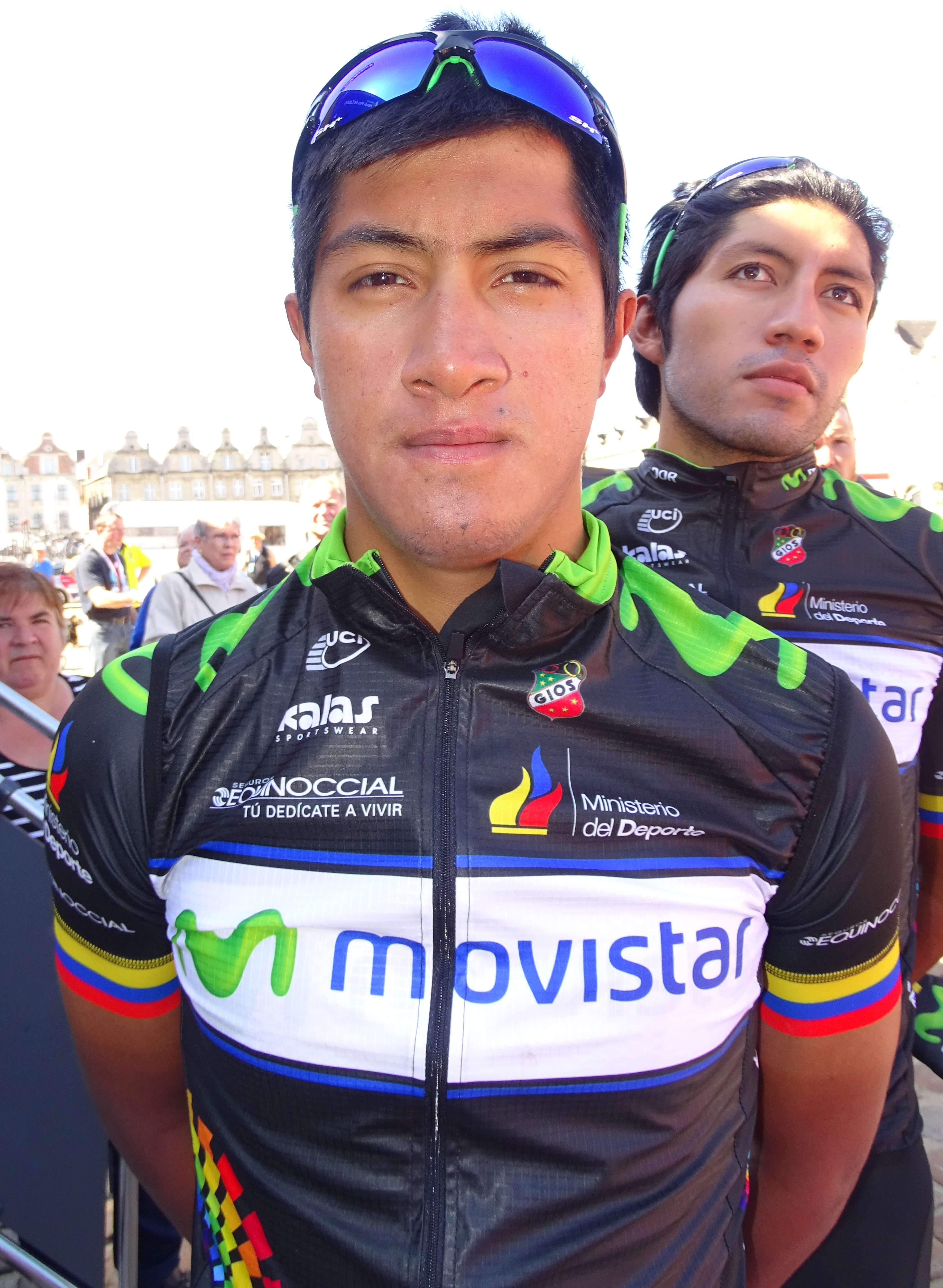
Jorge Montenegro 2015

Jorge Luis Montenegro Revelo (* 26. September 1988 in der Provinz Carchi) ist ein ecuadorianischer Radrennfahrer.
Auf der Straße gewann Montenegro  2007 die neunte Etappe der Vuelta Ciclista a la Republica del Ecuador und gewann 2017 die nationale Meisterschaft im Einzelzeitfahren. Auf der Bahn wurde er im Jahr 2014 Panamerikameister im Scratch und kontinentaler Vizemeister im Punktefahren 2010 sowie 2018.

## Erfolge
2007
- eine Etappe Vuelta Ciclista a la Republica del Ecuador

2010
- Panamerikameisterschaft – Punktefahren

2014
- Panamerikameisterschaft – Scratch

2017
- Ecuadorianischer Meister – Einzelzeitfahren

2018
- Panamerikameisterschaft – Punktefahren

## Teams
- 2014 Team Ecuador
- 2015 Team Ecuador
- 2016 Team Ecuador